# 戚务生
戚务生（1944年5月20日—），山東威海人，中國足球教练。

## 生平
戚務生於1944年出生在威海戚家莊，1962年开始效力于辽宁工人足球队，司职中后卫，1964年转入辽宁足球队，次年入选中国国家足球队。戚务生当年以迅疾的速度和犀利的突破著称。但是由于文化大革命的影响，戚务生的球员生涯受到了打击。1976年，戚务生率队夺得了亚洲杯足球赛第三名后，宣布退役。
退役后，戚务生开始执教生涯，1978年，他成为索马里国家足球队主教练，后回国先后执教中国希望队、青年队，1983年成为中国国家队助理教练，辅佐曾雪麟，1985年因在世界杯外围赛中败给香港队而引咎辞职。
1986年，戚务生成为广州白云山队主教练，1989年转而执教大连队，将大连队培养成为国内一流强队。1992年，戚务生接任中国国奥队主教练，1994年，戚务生出任中国国家队主教练。1997年，由于在世界杯外围赛亚洲区决赛阶段上对阵卡塔尔败北而丧失进入决赛圈机会，戚务生辞职。
1998年，戚务生救火武汉雅琪队，率队保级成功，次年他又率领云南红塔队升上甲A。2003年，他又转至天津泰达队执教，2006年执教广州广药队，次年离职。
2015年7月，戚务生担任乙级联赛球队梅州五华主教练。